# Chiesa di San Lazzaro (Trento)
La chiesa di San Lazzaro è una chiesa cattolica situata a San Lazzaro, frazione del comune di Trento, capoluogo della provincia di Trento; è sussidiaria della parrocchiale di Sant'Udalrico di Lavis e fa parte dell'arcidiocesi di Trento.

## Storia

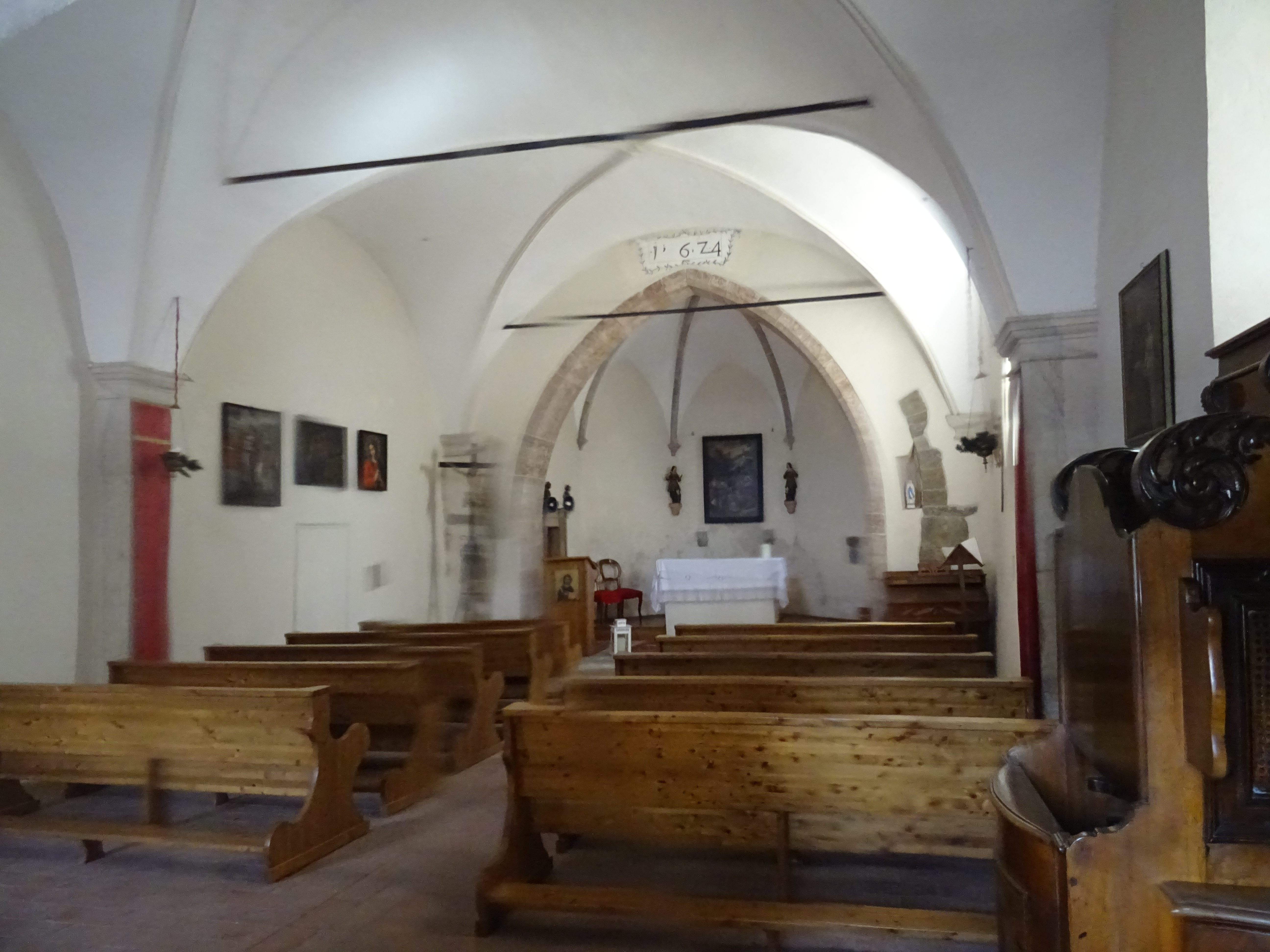
Interno

Il luogo dove sorge la chiesa era occupato anticamente da un lebbrosario intitolato ai santi Lazzaro e Giuliana, attestato da un documento del 22 agosto 1237 e gestito all'epoca da una comunità monastica. La prima citazione giunta sino a noi di una ecclesiam Sancti Lazari è successiva, del 1431 (o del 1376 secondo altre fonti), ma una chiesetta doveva esistere già nella seconda metà del duecento, periodo a cui risalgono le tracce di affresco tuttora presenti. Annesso alla chiesa esisteva anche un ospizio per viandanti e pellegrini, uno di quelli che il principato vescovile di Trento aveva posto ogni 20-25 km lungo la via per il Brennero; presso questa struttura si fermarono probabilmente il monaco Gottschalk e i suoi confratelli, durante il viaggio per portare in Baviera le reliquie di sant'Anastasia prese a Verona.
Il lebbrosario chiuse verso la fine del Trecento, venendo convertito in beneficio ecclesiastico dipendente dalla pieve di Meano. Seguì un periodo di degrado, con la chiesa che risultava in rovina e quasi distrutta già nel 1431. Una proposta di ristrutturazione venne avanzata nel 1438, ma non è chiaro se sia poi andata in porto. 
Nel 1488 la cappella fu oggetto di un beneficio da parte degli abitanti di Lavis, i quali nominarono come sacerdote tal Leonardo Hofmeister, della diocesi di Ratisbona, che venne confermato dall'autorità vescovile nonostante l'opposizione del preposito di San Michele all'Adige (il quale aveva autorità su Lavis). Nel 1505 il nobile Bartolomeo Concini fece restaurare la chiesa e fondò un altro beneficio, che andò ad inglobare il precedente (e che sarebbe stato soppresso nel 1950), riservando a sé stesso e ai suoi eredi il diritto di patronato; l'Hofmeister rimase comunque in carica fino alla morte, dopodiché gli subentrò un parente dei Concini.
Una visita pastorale del 1579 trovò la chiesetta nuovamente diroccata, con il tetto crollato e le mura instabili; entro il 1626 venne ricostruita, rifacendo le volte, l'arco santo e aggiungendo un nuovo portale per la sagrestia. Nel 1708 la chiesa aveva tre altari: il maggiore intitolato a san Lazzaro, e due laterali, peraltro non consacrati, dedicati a santa Caterina e san Giobbe; atti visitali di quell'anno trovano la chiesa con altri segni di degrado, poi nettamente peggiorati in una successiva visita del 1718, tanto che venne ordinato al cappellano beneficiato di celebrare a Meano le messe che dovevano essere fatte a San Lazzaro. Verso la metà del secolo il cappellano di San Lazzaro si rifiutava di rimettere a nuovo la chiesa e di dotarla del necessario, e così nel 1751 l'allora vescovo coadiutore Leopoldo Ernesto Firmian la chiuse al culto, trasferendo nuovamente le messe beneficiarie a Meano: ciò bastò a far restaurare l'edificio entro l'anno.
Altri interventi di manutenzione sono documentati nel 1819, nel 1843, nel 1921, nel 1930 (che riportò alla luce tracce degli affreschi sulla facciata) e infine nel 1988-90; nel frattempo la chiesa (già passata con tutta la parrocchia di Meano dal decanato di Civezzano a quello di Lavis nel 1901) venne trasferita alla parrocchia di Sant'Udalrico di Lavis nel 1919, che ne divenne anche proprietaria nel 1986. Nell'ultimo quarto del Novecento è stato anche fatto l'adeguamento liturgico, rimuovendo tra l'altro le balaustre e reimpiegando la mensa dell'altare maggiore come altare al popolo.

## Descrizione

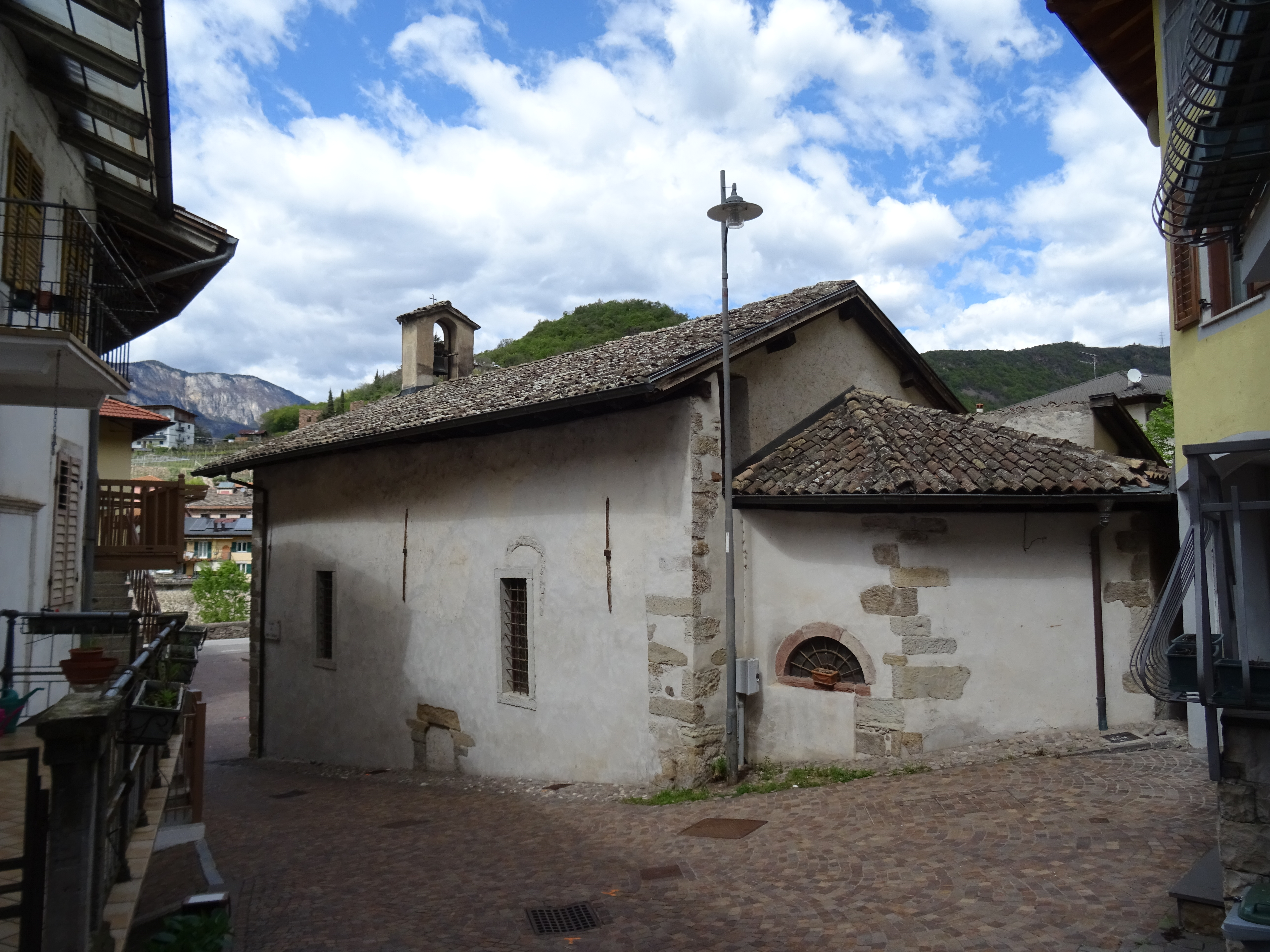
Fianco destro

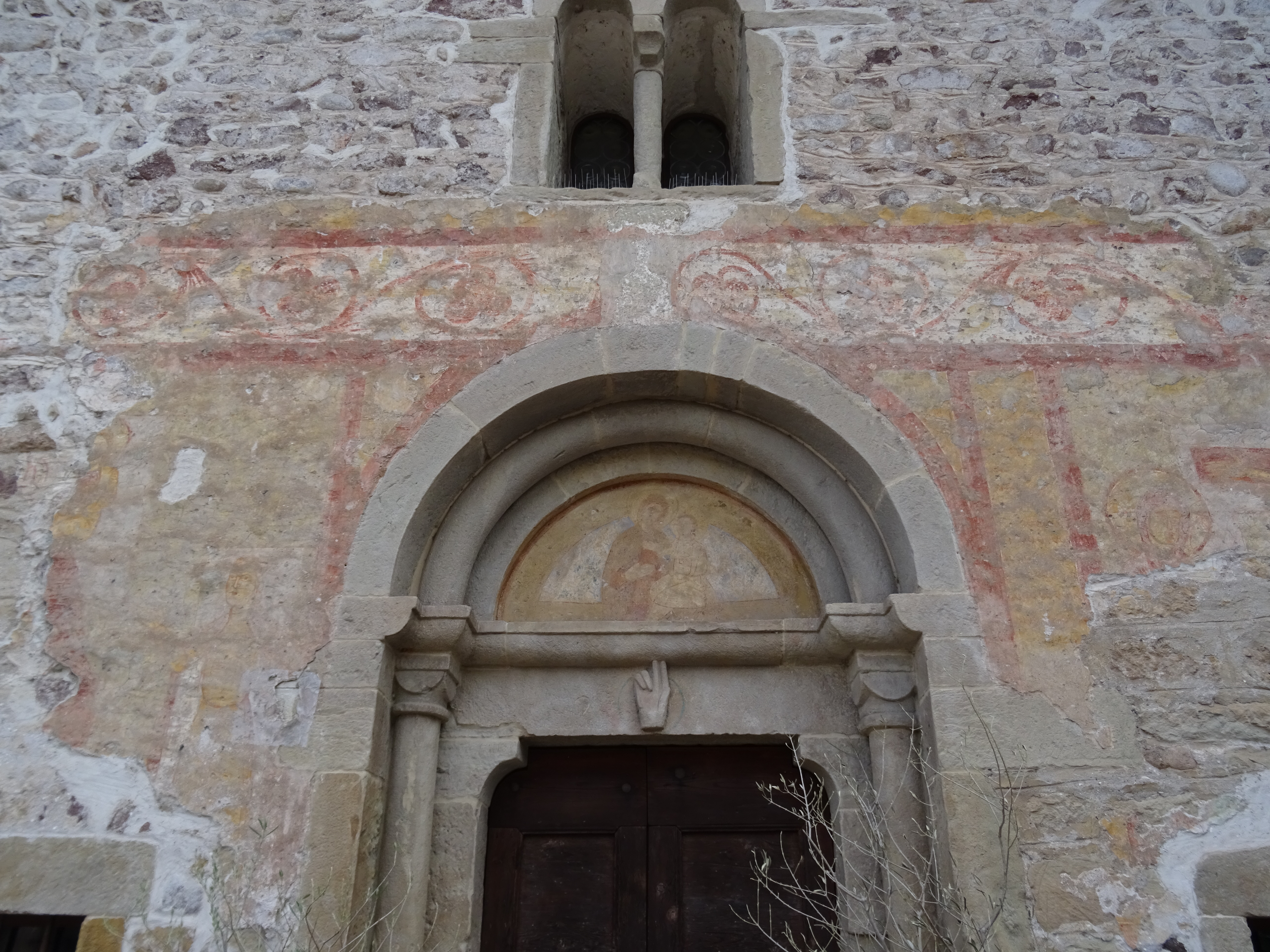
Affreschi della facciata

### Esterno
La chiesa sorge al centro del piccolo paese di San Lazzaro; questo è uno dei borghi più settentrionali del comune di Trento, disposto lungo la sponda sinistra del torrente Avisio proprio di fronte al centro abitato di Lavis.
Il luogo sacro, orientato verso sud, si presenta con facciata a capanna, rifinita a raso sasso e con cantonali angolari in pietra a vista, con il portale d'ingresso romanico sormontato da una lunetta contenente l'affresco di una Madonna con Bambino; ai lati del portale sono sdraiate due finestrelle rettangolari, e infine vi sono una bifora centinata romanica in pieno centro e un foro cruciforme in alto. Sul colmo del tetto svetta un campanile a vela in muratura. La parete presenta lacerti di affreschi eseguiti da un anonimo artista di ambito veronese, tra cui motivi decorativi e un san Cristoforo.
Le fiancate sono finite a intonaco tinteggiato; la sinistra è liscia e cieca, mentre sulla destra si aprono due grandi finestre rettangolari, e sono visibili i resti di una monofora, parzialmente sovrapposta alla seconda finestra, e di un portale laterale per metà interrato al centro. 
Dal retro sporge il corpo del presbiterio con l'abside poligonale, con cantonali in pietra a vista e una finestra a lunetta sulla parete destra: dal muro sinistro emerge ulteriormente il volume della sagrestia, dotata di finestre a feritoia sui lati sud ed est, e di una finestra a lunetta sul lato nord, la cui arcata era un tempo, forse, la struttura portante di una seconda abside.

### Interno
L'interno, interamente pavimentato con mattonelle di cotto, è composto da un'unica navata suddivisa in due campate da lesene in pietra a vista, voltate a crociera dopo la ricostruzione del 1626. L'arco santo introduce al presbiterio, rialzato di un gradino e concluso dall'abside gotica voltata a ombrello, con lo stemma di Bartolomeo Concini sulla chiave di volta. 
Sull'arco santo e nel presbiterio sono presenti tracce di affreschi duecenteschi. La chiesa conserva inoltre una pala d'altare raffigurante la risurrezione di Lazzaro, un crocifisso in legno settecentesco e un confessionale barocco proveniente dal duomo di Trento.